# Manuel Estrada Manchón
Manuel Estrada Manchón (Cartagena, Múrcia, 17 d'octubre de 1902 - Ciutat de Mèxic, 17 de juny de 1980) va ser un militar espanyol que va destacar durant la Guerra civil al capdavant de la Intel·ligència militar republicana. En el seu posterior exili mexicà va ocupar importants llocs, sent Catedràtic d'universitat.

## Biografia
Era fill d'un militar de l'Armada. En 1918 va entrar en la Acadèmia General d'Infanteria, d'on es va llicenciar quatre anys més tard, i entre 1922 i 1927 va assistir a la Escola Superior de Guerra de Madrid. Posteriorment, també va fer estudis de cartografia i topografia. També va exercir com a professor de matemàtiques i del servei d'informació a l'Escola Superior de Guerra. Igual que altres militars de l'època, Estrada va pertànyer a la maçoneria.
Al començament de la Guerra civil es va mantenir fidel a la República i poc després va ser nomenat Cap de l'Estat Major Central pel president del govern de Largo Caballero. Més endavant es va fer càrrec de la intel·ligència militar de l'Exèrcit Popular, el Servei d'Informació de l'Estat Major (SIEM) o Segona secció de l'Estat Major. El tinent coronel José Coello de Portugal el succeiria al capdavant de la Segona secció d'Estat Major. La informació subministrada per Estrada al comandament republicà sobre el bàndol enemic va ser d'elevada fiabilitat. No obstant això els republicans no van saber o no van poder treure profit plenament de les informacions obtingudes per Estrada. De fet, en 1937 ja havia anticipat la derrota de la República. En reconeixement de la feina de casa, al febrer de 1938 va ser ascendit a coronel.
Al final de la contesa es va exiliar a França, on va passar per un camp de concentració i va arribar col·laborar amb la resistència contra l'ocupació nazi. Finalment en 1941 es va traslladar a Mèxic, on va passar la resta de la seva vida. Allí es va convertir en un important catedràtic de la Universitat Nacional Autònoma de Mèxic (UNAM) i va tenir una destacada activitat cultural a l'Ateneu Espanyol de Mèxic. En 1980 va morir en la capital mexicana.

## Família
El musicòleg mexicà Julio Estrada Velasco és fill seu.